# Drie Districten-opstand
De Drie Districten-opstand (Chinees: Sanqu geming 三区革命 of Yining shibian 伊宁事变), ook bekend als de Ili-opstand of Ili-rebellie, was een tegen de Kwomintang-heerschappij gerichte opstand in Xinjiang in de jaren 1944-1949, die begon vanuit de stad Gulja (Chinees: Yining).

## Verloop
In november 1933 richtten Sabit Damolla en zijn medestrijders in Kashgar de zogenaamde Islamitische Republiek Oost-Turkestan op, met Khoja Niyaz als premier. Deze duurde echter slechts enkele maanden.
De Republiek China was niet in staat geweest om de tegenstand van de voornamelijk Turkse bevolking in Xinjiang te verminderen en de onrust te kalmeren. Er waren ook nauwe relaties tussen de lokale bevolking en de Sovjet-Unie. Ehmetjan Qasim, de pro-Sovjet Oeigoer, die later leider van de opstand en de Tweede Oost-Turkestaanse Republiek werd, was opgeleid in de Sovjet-Unie en werd beschouwd als een volgeling van Stalin. Qasimi russificeerde zijn naam in "Kasimov" en werd lid van de Communistische Partij van de Sovjet-Unie.
De autoriteiten in Ürümqi stuurden de Kwomintang-functionaris en Hui-moslim Liu Bin-Di naar het gebied van de Hui om deze onder zich te krijgen, en de Turkse moslimbeweging, die al bezig was de Chinese heerschappij af te schaffen, te verzwakken. Zijn troepen kwamen echter te laat. Verschillende Turkse cavalerie-eenheden, die door de Sovjets waren bewapend, trokken China binnen richting Gulja. In november 1944 werd Liu door Oeigoerse en Kazachse rebellen gedood. 
Nadat de krijgsheer Sheng Shicai uit Xinjiang was verwijderd, kreeg het nieuwe Kwomintang-bestuur het steeds moeilijker om de orde te handhaven. Op 16 september 1944 werden troepen verzonden naar de regio Gongha, een gebied dat voornamelijk bevolkt werd door Kazachen. De troepen konden echter een groep rebellen niet stoppen. Op 8 oktober hadden de rebellen Nilka veroverd, de zetel van het districtsbestuur. 
In oktober laaide ten zuiden van Gulja de drie districtenrevolutie op, in Ili, Altay en Tarbagataj in het noorden van Xinjiang. Met de steun van de Sovjet-Unie en ballingen namen de rebellen snel de controle over de drie districten en veroverden Gulja in november. De etnisch Chinese bevolking van de regio werd door etnische zuiveringen gedecimeerd. 
Amerikaanse consulaatambtenaren meldden dat de islamitische geleerde Elihan Tore een "Turkestaanse islamitische regering" had uitgeroepen:
De Turkestaanse islamitische regering is georganiseerd: Allah zij geprezen voor zijn vele zegeningen! Allah zij geprezen! De hulp van Allah heeft ons de heldenmoed gegeven om de regering van de Chinese onderdrukker omver te werpen. Maar zelfs als we onszelf hebben bevrijd, kan het aangenaam zijn in de ogen van onze God als we alleen maar staan te kijken terwijl jullie, onze broeders in religie ... nog steeds het bloedige juk van onderwerping aan de zwarte politiek van de onderdrukkingsregering van de primitieve Chinezen dragen? Zeker zou onze God niet tevreden zijn. We zullen onze wapens niet neerleggen voordat we jullie hebben bevrijd van de vijf bloedige vingers van de macht van de Chinese onderdrukkers, noch voordat de wortels van de regering van de Chinese onderdrukkers zijn opgedroogd en weggestorven van het aardoppervlak van Oost-Turkestan, wat we als ons geboorteland van onze vaders en grootvaders hebben geërfd.
Op 7 november 1944 vielen de rebellen Gulja aan en veroverden snel delen van de stad. Ze slachtten de Kwomintang-troepen af, maar werden geconfronteerd met hevig verzet van de eenheden die bij de krachtcentrales en het centrale politiebureau waren gestationeerd. Deze werden pas op 13 november veroverd. Op 15 november werd de tweede "Republiek Oost-Turkestan" uitgeroepen. Het Sovjetleger ondersteunde de opstandelingen om verschillende steden en vliegvelden te veroveren. Ook niet-communistische "Witten" en Russische kolonisten die sinds de 19e eeuw in Xinjiang hadden gewoond, ondersteunden het Sovjetleger en de rebellen. 
Veel leiders van de Republiek Oost-Turkestan waren Sovjetagenten of hadden anderszins betrekkingen met de Sovjetunie, onder hen Abdulkerim Abbas, Ishaq Beg Munonov, Saifuddin Azizi en de Russen Foti Leskin, Ivan Polinov en Glimkin. Toen de rebellen problemen hadden om het strategisch belangrijke vliegveld van Gulja te veroveren, kwamen de Sovjet-militairen rechtstreeks tussenbeide en bombardeerden de Chinese posities.
De rebellen deinsden ook niet terug voor slachtingen onder Han-Chinese burgers en vielen specifiek mensen aan die geassocieerd waren met de Kwomintang en Sheng Shicai. In de "Gulja-verklaring" van 5 januari 1945, kondigden ambtenaren van de nieuw opgerichte republiek aan dat ze "de Han-Chinezen wilden wegvagen" en dreigden de "bloedschuld" van de Han in te lossen. De verklaring kondigde ook aan dat de republiek wilde streven naar nauwe betrekkingen met de Sovjets. De anti-Han-tirades van de officiële verklaringen werden later verzwakt, maar dit gebeurde pas nadat een groot deel van de Han-Chinezen in het gebied waren vermoord. Deze slachtingen vonden voornamelijk plaats in de periode van 1944 tot 1945 en de Kwomintang beantwoordde de misdaden met even wrede represailles. De leiding van de Republiek Oost-Turkestan bleef repressieve methoden gebruiken, zoals Han-Chinese mensen verbieden wapens te bezitten of officiële posities te bekleden, terwijl zowel Russische als Turks-sprekende ambtenaren in dienst waren. Er werd ook een geheime politie in Sovjetstijl geïntroduceerd. Terwijl niet-moslimvolkeren als de Xibe de rebellen grotendeels steunden, kregen ze weinig steun van de islamitische Hui.
De vorderingen van de rebellen omvatten het einde van de Chinese overheersing, gelijkheid voor alle nationaliteiten, erkenning van de lokale talen, vriendschappelijke betrekkingen met de Sovjetunie en een einde aan de Han-Chinese immigratie naar Xinjiang. 
Op 8 april 1945 werd het "Ili Nationale Leger" (INL) opgericht als de militaire arm van de Republiek Oost-Turkestan. Het werd geleid door de Kirgies Ishaq Beg Munonov en de Russen Polinov en Leskin. Alle drie waren pro-Sovjet en bezaten in het verleden een militaire functie in het Sovjet-leger. De Sovjets rustten de INL uit met munitie en uniformen in Russische stijl, en Sovjet-eenheden ondersteunden de INL in de strijd tegen het Chinese leger. De INL-uniformen en vlaggen waren gemarkeerd met insignes met de Russische afkorting voor "Republiek Oost-Turkestan", VTR (Vostotsjnaja Toerkestanskaja Respoeblika) in Cyrillische letters. Het Ili Nationale Leger werd later omgedoopt tot "Oost Turkestaans Nationaal Leger". Het bestond voornamelijk uit Oeigoeren, Kazachen en etnisch Russische soldaten (ca. 60.000 mannen, gewapend en getraind in de Sovjet-Unie en ondersteund door reguliere eenheden van het Rode Leger, 500 officieren en 2.000 soldaten), evenals een groep Kazachse Karai onder het commando van Osman Batur (ca. 20.000 ruiters). De Kazachen waren grotendeels verspreid over de noordelijke gebieden, terwijl het Ili Nationale Leger de zuidelijke gebieden bedekte. In september 1945 namen de Kwomintang-troepen en het Ili Nationale Leger posities in aan tegenoverliggende oevers van de rivier de Manasi nabij Ürümqi. In die tijd hield de Republiek Oost-Turkestan de gebieden Dzjoengarije en Kashgarië, terwijl de Kwomintang het gebied rond Ürümqi beheerste.
Toen het Sovjet-Rode Leger en het Oeigoerse Ili-leger met de steun van Sovjet-vliegtuigen oprukten tegen de slecht uitgeruste Chinese troepen, bereikten ze bijna Ürümqi. De Chinezen wierpen echter verdedigingen op en stuurden de islamitische Hui-cavalerie om de opmars van de rebellen te stoppen. Duizenden Hui-soldaten onder generaal Ma Bufang en zijn neef generaal Ma Chengxiang werden van Qinghai naar Xinjiang geleid om de aanvallers af te weren.
De rebellen verdreven de Chinezen uit de vlakten en bereikten Kashgar, Karghilik en Yarkand. In de oases vonden ze echter vanwege hun Sovjet-achtergrond geen steun, zodat het Chinese leger hen van daaruit kon verdrijven. De rebellen slachtten toen het vee van de Kirgiezen en Tadzjieken en vernietigden hun akkers.
Van Chinese zijde werd in 1945 de Hui-krijgsheer Ma Bufang uit Qinghai met de islamitische cavalerie naar Ürümqi gestuurd om het gebied tegen de rebellen te beschermen. De 5e en 42e cavalerie-eenheden van de Hui werden uit Qinghai verplaatst om het 2e leger van de Kwomintang met zijn vier divisies te versterken. Hun gecombineerde krachten hadden een sterkte van 100.000 Hui en Han onder het commando van de Kwomintang. Generaal Ma Chengxiang, een andere Hui-officier, voerde het bevel over de Eerste Cavaleriedivisie in Xinjiang.
In 1946 werd een wapenstilstand uitgeroepen, waarbij de Turkestaanse Republiek de controle behield over het Ili-gebied en de Chinezen de rest van Xinjiang controleerden. In juni 1946 werd Elihan Tore door de leiders van de revolutie Ehmetjan Qasim, Abdulkerim Abbas en anderen van zijn positie verwijderd. Tijdens een raadsvergadering werd de Republiek Oost-Turkestan omgevormd tot het Speciaal Gebied Ili.
Het voormalige centrum van politieke en culturele activiteiten van de regering van de Drie-Districtenrevolutie (三区革命政府政治文化活动中心旧址, Sanqu geming zhengfu zhengzhi wenhua huodong zhongxin jiuzhi) in de stad Gulja (Yining) staat sinds 2006 op de Lijst van monumenten van de Volksrepubliek China (6-1079).